# Romano Schubiger
Romano Schubiger (* 24. Juli 1999) ist ein Schweizer Unihockeyspieler. Er steht beim Nationalliga-A-Vertreter UHC Alligator Malans unter Vertrag.

## Karriere

### Verein

#### UHC Uster
Schubiger begann seine Karriere bei den Jona-Uznach Flames. Im Sommer 2015 wechselte er in den Nachwuchs des UHC Uster. Ein Jahr später debütierte er bereits in der ersten Mannschaft des UHC Uster. Auf die Saison 2017/18 wurde er mit einem Dreijahresvertrag ausgestattet. Am 15. Mai 2018 gab der UHC Uster bekannt, dass Schubiger seinen Vertrag verlängern wird.

### Nationalmannschaft
2016 wurde Schubiger erstmals für die U19-Nationalmannschaft aufgeboten und nahm mit ihr an der Euro Floorball Tour 2016 teil. Ein Jahr später nahm er mit der Schweiz an der U19-Weltmeisterschaft in Schweden teil. Er kam in zwei Partien zum Einsatz.